# Dysodia intermedia
Dysodia intermedia är en fjärilsart som beskrevs av Walker 1865. Dysodia intermedia ingår i släktet Dysodia och familjen Thyrididae. Inga underarter finns listade i Catalogue of Life.